# Ophisternon infernale
Ophisternon infernale är en fiskart som först beskrevs av Hubbs, 1938.  Ophisternon infernale ingår i släktet Ophisternon och familjen Synbranchidae. IUCN kategoriserar arten globalt som starkt hotad. Inga underarter finns listade i Catalogue of Life.